# إيرني شامبرز
إيرني شامبرز (بالإنجليزية: Ernie Chambers) هو حلاق وسياسي أمريكي، ولد في 10 يوليو 1937 في أوماها في الولايات المتحدة.